# Vincent Keymer
Vincent Keymer (* 15. listopadu 2004 Mohuč) je německý šachový velmistr.

## Kariéra
Vincent Keymer pochází z hudební rodiny, jeho otec Christof je klavírista a profesor hudby, jeho matka Heike cellistka. Šachy se naučil od svých rodičů v pěti letech. V letech 2015 a 2017 se stal mistrem Evropy s německým národním šachovým týmem U18 (pod 18 let). Trénuje ho maďarský velmistr Péter Lékó.
Garry Kasparov v roce 2016 označil Keymera za „výjimečného“ poté, co jedenáctiletý Vincent prokázal svůj potenciál „působivou druhou cenou“ v silném turnaji Vienna Open. V červenci 2017 získal Keymer třetí a poslední normu požadovanou pro titul mezinárodního mistra.
Od 29. března do 2. dubna 2018 hrál třináctiletý Keymer ve skupině A turnaje Grenke Chess Open jako 99. nasazený. Turnaj vyhrál před 49 velmistry, včetně čtyř velmistrů s hodnocením Elo nad 2700, dosáhl 8 bodů z 9 a získal tak svou první normu pro titul mezinárodní velmistr (GM); získal dokonce o jeden a půl více bodů, než vyžadovala norma GM. Leonard Barden uvedl, že Keymerova performance (2798) byla nejvyšší v historii u hráče do 14 let.
Od 10. října do 21. října 2019 hrál Keymer na turnaji FIDE Grand Swiss Tournament 2019 se skóre 4½/11 (+1−3=7). Tento výkon mu vynesl třetí a poslední normu požadovanou pro titul velmistra, čímž se stal nejmladším Němcem, který kdy dosáhl tohoto titulu. Titul byl schválen Mezinárodní šachovou federací (FIDE) na začátku roku 2020. Keymer v rozhovoru s Fionou Steil-Antoni řekl, že jeho třetí velmistrovská norma „měla přijít dříve“.
V červnu 2022 Keymer vyhrál Prague Chess Festival Challengers 2022 s výsledkem 6,5/9 poté, co vyhrál tiebreaker nad Hansem Niemannem, čímž se na příští rok kvalifikoval do turnajové sekce Masters.
Skončil také na druhém místě Mistrovství světa v rapid šachu 2022 poté, co porazil Caruanu a Něpomňaščiho a získal 9,5/13 bodů.